# Glans dominguensis
Glans dominguensis är en musselart som först beskrevs av d'Orbigny 1842.  Glans dominguensis ingår i släktet Glans och familjen Carditidae. Inga underarter finns listade i Catalogue of Life.